# Stora Middelgrund och Röde bank
Stora Middelgrund och Röde bank este o arie protejată (arie specială de conservare — SAC, sit de importanță comunitară — SCI) din Suedia întinsă pe o suprafață de 11.410 ha, integral marine.

## Localizare
Centrul sitului Stora Middelgrund och Röde bank este situat la coordonatele 56°37′20″N 12°06′42″E / 56.6221°N 12.1117°E.

## Înființare
Situl Stora Middelgrund och Röde bank a fost declarat sit de importanță comunitară în iulie 2008 pentru a proteja 1 specie de animale. Situl a fost protejat și ca arie specială de conservare în decembrie 2017.

## Biodiversitate
Situată în ecoregiunile continentală și marină Atlantică, aria protejată conține 2 habitate naturale: Recifuri, Bancuri de nisip acoperite în permanență slab de apă marină.
La baza desemnării sitului se află o specie protejată de  mamifere: marsuin (Phocoena phocoena).